# Seznam gradov v Romuniji
Gradovi, ki jih je romunsko ministrstvo za kulturo razglasilo za zgodovinske spomenike:

## Glavni gradovi
| slika | ime                       | lokacija                         | začetek gradnje | konec gradnje |
| ----- | ------------------------- | -------------------------------- | --------------- | ------------- |
|       | grad Bonțida Bánffy       | Bonțida, okrožje Cluj            | 1437            | 1543          |
|       | Grad Bran                 | Bran, okrožje Brașov             | 1211            | 1377          |
|       | grad Hunedoara            | Hunedoara, okrožje Hunedoara     | 1446            | 17. st.       |
|       | citadela Făgăraș          | Făgăraș, okrožje Brașov          | 1310            | 1630          |
|       | Lázárski grad             | Lăzarea, okrožje Harghita        | 1532            | 1742          |
|       | Mikójev grad              | Miercurea Ciuc, okrožje Harghita | 1623            | 1631          |
|       | grad Peleş                | Sinaia, okrožje Prahova          | 1873            | 1914          |
|       | grad Pelişor              | Sinaia, okrožje Prahova          | 1899            | 1902          |
|       | Săvârșinski kraljevi grad | Săvârșin, okrožje Arad           | 1650            | 1680          |
|       | citadela v Sighișoari     | Sighișoara, okrožje Mureș        | 12. st.         | 1642          |

Poleg navedenih pa še številni drugi gradovi, dvorci in palače po vsej Romuniji.

## Nekatere druge utrdbe
- citadela Aiud
- trdnjavska cerkev Biertan
- citadela Bologa
- citadela Brașov
- citadela Câlnic
- trdnjavska cerkev Dârjiu
- trdnjavska cerkev Homorod
- citadela Oradea
- trdnjavska cerkev Prejmer
- citadela Râșnov
- trdnjavska cerkev Saschiz
- citadela Suceava
- trdnjavska cerkev Viscri